# Dynastie hassidique de Gour
 (mai 2017).
- Si vous ne connaissez pas le sujet, laissez ce bandeau (vous pouvez alors contacter les auteurs).
- Si vous supprimez le contenu mis en cause (vous pouvez préalablement contacter les auteurs),

argumentez précisément cette suppression dans la page de discussion
(un manque de référence n'est pas un argument ; une recherche réelle de référence doit avoir été effectuée, être formellement documentée).
 (mai 2017).
Si vous disposez d'ouvrages ou d'articles de référence ou si vous connaissez des sites web de qualité traitant du thème abordé ici, merci de compléter l'article en donnant les références utiles à sa vérifiabilité et en les liant à la section « Notes et références ».

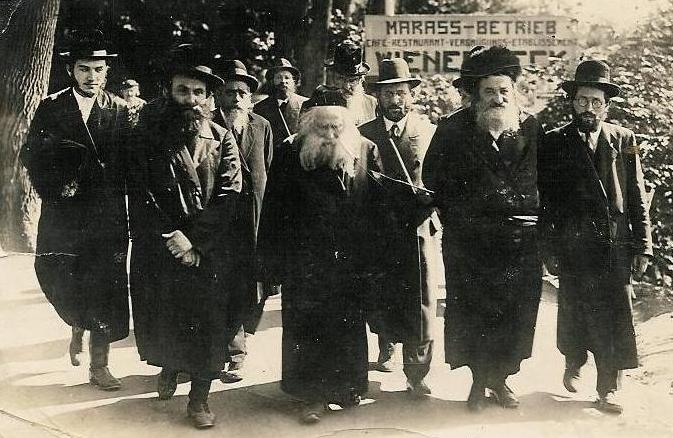
Le rabbin Avraham Mordechai Alter vaquant en Europe avec son entourage. À sa droite, son fils Yisrael qui lui succédera.

La dynastie hassidique de Gour ("Gur", c'est-à-dire Góra Kalwaria) est aujourd’hui l'une des plus importantes des dynasties hassidiques. Elle compte plus de cent vingt institutions et 23 000 élèves. Elle a fondé des Yeshivot Ktanot et Guedolot, du nom "Sfat Emet", ainsi que bien d’autres institutions.
On reconnaît les Hassidim de Gour au chapeau de fourrure de haute forme qu’ils portent le shabbat et les jours de fêtes : le spodik.
La dynastie de Gour est souvent considérée comme la colonne vertébrale du parti haredi (religieux ultra-orthodoxe) Agoudat Israël, un parti créé en Europe orientale en 1912, entre autres pour s'opposer au sionisme, et aujourd’hui présent surtout en Israël. Bien que, dans la forme, restés antisionistes, l'Agoudat et la dynastie de Gour sont aujourd’hui très tolérants vis-à-vis du sionisme.
L'ancien ministre de la Santé israélien Yaacov Litsman est le représentant de la dynastie à la Knesset.

## Rabbi Yitzchak Meir Alter, leChiddushei Harim
Appelé le Chiddushei Harim, c'est avec Rabbi Yitzhak Méïr Alter, également lui-même connu sous son acronyme de Ri"m, que la dynastie de Gour voit le jour. Descendant du MaHaRam Rabbi Meïr de Rothenburg, l'un des grands Rishonim, son nom de famille était "Rottenberg", qu'il dut changer en "Alter" à la suite de la révolte polonaise (Insurrection de novembre 1830), qu'il a soutenue.
Né en 1799, le Ri"m fut l'élève des plus grands maîtres de la ‘Hassidout de Pologne de son temps, Rabbi Israel de Kojnitz, Rabbi Sim’ha Bounem de Pshis’ha et Rabbi Menahem Mendel de Kotzk. Il fut considéré comme une sommité halakhique de sa génération, et son œuvre sur la Guemara et le Shoul’han ‘Aroukh, compilée sous le nom de ‘Hidoushei HaRim, est, de nos jours encore, largement étudiée, ainsi que ses Responsa. Il perdit de son vivant chacun de ses treize enfants. Il est décédé en 1866.

## Rabbi Yéhouda Leib Alter, leSfas Emes
Appelé le Sfas Emes, né en 1847 à Varsovie, il s'agit du petit-fils de Rabbi Its’hak Meïr. Il est âgé de dix-neuf ans lorsque son grand-père meurt, et c’est lui qui reprend le flambeau. Sa nomination ne sera cependant officielle que quatre ans plus tard, à l'âge de vingt-trois ans, lorsque son maître Rabbi ‘Hanokh Alexander mourra à son tour.
De ce jour et jusqu'à son décès en 1905, il dirigera des milliers de familles juives. Sa pensée est exposée dans son monumental ouvrage sur la Torah et la Guemara, Sefat Emet (Langage de Vérité).
Il était très attaché à ses disciples et s’inquiétait de leur sort. Ses proches racontèrent qu’alors qu’il se trouvait dans sa dernière année, la guerre éclata entre le Japon et la Russie. Nombreux de ses élèves furent enrôlés dans l’armée. Le Rabbi s’inquiétait pour chacun d’entre eux, craignant pour leurs vies. Durant toute la durée de la guerre, il ne dormit pas sur un lit, mais à même la terre avec son manteau. Le matin, lorsqu’il se levait, son manteau était trempé de larmes qu’il avait versées durant la nuit.[réf. nécessaire]
Ses enfants furent :
- Rabbi Avraham Morde’haï Alter, qui le remplaça après son décès ;
- Rabbi Moshé Betsalel Alter, qui disparut durant la Shoah ;
- Rabbi Ne’hemia Alter ;
- Rabbi Menahem Mendel Alter, qui fut rabbin à Kalish ;

## Rabbi Avraham Morde’haï Alter, leImrei Emet
Ce fils aîné de Rabbi Yéhouda Leib Alter est né en 1866. Il a continué l’œuvre de ses ancêtres, s’investissant énormément pour le peuple juif. Lorsque la Pologne fut envahie par l’Allemagne, en septembre 1939, il réussit à quitter l’Europe et s’installa à Jérusalem, où il continua à œuvrer pour les Juifs, jusqu’à sa mort en 1948.
Il eut cinq enfants :
- Rabbi Meïr Alter ;
- Rabbi Its’hak Alter ;
- Rabbi Yisrael Alter, qui devint Rabbi de Gour après la mort de son père, en 1948, et le resta jusqu'en 1977 (date de son décès) ;
- Rabbi Sim’ha Bounem Alter, qui succéda à Rabbi Israel et officia de 1977 à 1992 ;
- Rabbi Pin’has Mena’hem Alter, qui fut Rabbi de Gour de 1992 à 1996.

## Rabbi Yisrael Alter, leBeis Isroel
Né en 1894 en Pologne, il s'agit du troisième fils de Rabbi Avraham Morde’haï Alter. Il quitta l'Europe à feu et à sang dès 1939. Ses deux seuls enfants, ainsi que son épouse, furent assassinés par les nazis. Après le décès de son père en 1948, il fut nommé à sa place. Il entreprit de rassembler autour de lui les ‘Hassidim de Gour qui avaient survécu à la Shoah. Il est l’auteur de l'ouvrage Beit Isroel. Il mourut en 1977.

## Rabbi Sim’ha Bounem Alter
Né en 1896, c'est également un fils de Rabbi Avraham Mordé’haï Alter (troisième Rabbi de Gour), et un frère de Rabbi Yisrael Alter (quatrième Rabbi de Gour). Lorsque son frère prit la place de leur père, il alla vivre avec sa famille en France (à Saint-Germain), puis en Belgique (à Anvers). En 1977, à la mort de son frère, il accepta, malgré son âge avancé (81 ans) le poste de Rabbi.
Son grand-œuvre est le Lev Sim’ha. Il est mort en 1992.
C'est son fils, Rabbi Yaacov Arieh Alter, qui est l'actuel Rabbi de Gour.

## Rabbi Pin’has Mena’hem Alter, le Penei Menochem
Dernier fils de Rabbi Avraham Mordé’hai Alter, il est né en 1926 en Pologne. Frère des deux précédents Rabbi de Gour, il fut le directeur de la Yéchiva Sefat Emet, avant de devenir Rabbi. Il fut nommé à ce poste en 1992, à la suite du décès de son frère Rabbi Sim’ha Bounem Alter.
Il est mort brutalement à la fin de la fête de Pourim de 1996 : un cortège de plus de 200 000 personnes l’accompagnait à sa dernière demeure.
Son ouvrage est le Penei Mena’hem.

## Rabbi Yaacov Arieh Alter
Il est né en Pologne en 1939, fils de Rabbi Sim’ah Bounem Alter, cinquième Rabbi de la dynastie, il est l’actuel Rabbi, depuis le décès, en 1996, de son oncle Rabbi Pin’has Menahem Alter.